# Kozodawy (gmina)
Kozodawy (od 1877 Mieniany) – dawna gmina wiejska istniejąca w XIX wieku w guberni lubelskiej. Siedzibą władz gminy były Kozodawy.
Za Królestwa Polskiego gmina Kozodawy należała do powiatu hrubieszowskiego w guberni lubelskiej.
Gmina została zniesiona w 1877 roku przez przemianowanie na gmina Mieniany.